# Städtische Universität Hiroshima
Die Städtische Universität Hiroshima (japanisch 広島市立大学 Hiroshima Shiritsu Daigaku, englisch Hiroshima City University; kurz: 市大 Ichidai) ist eine städtische Universität in Japan.

## Geschichte
Die Gründung der Städtischen Universität Hiroshima wurde seit dem Mai 1989 vorbereitet. Im November 1992 wurde der erste Spatenstich gesetzt und im April 1994 wurde die Universität eröffnet. Im April 1998 wurde das der Universität angeschlossene Friedensforschungsinstitut Hiroshima  gegründet. Im Oktober 2013 wurde ein Satellitencampus eröffnet.

## Campus

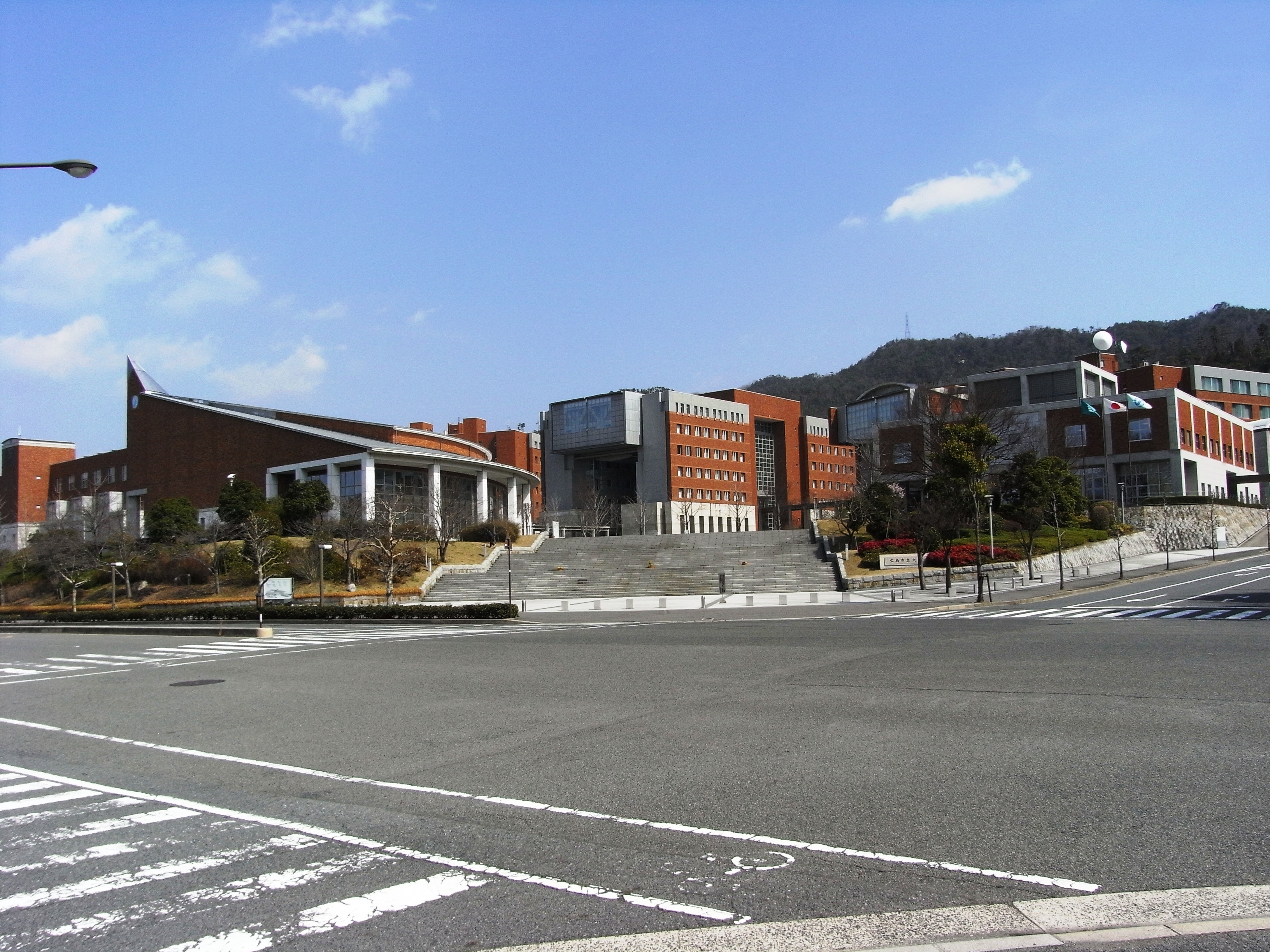
Die Städtische Universität Hiroshima, 2009

Der Hauptcampus der Städtischen Universität Hiroshima befindet sich im Bezirk Asaminami der Stadt Hiroshima. An die Universität angeschlossen sind ein Friedensforschungsinstitut, eine Bücherei, ein Sprachzentrum, ein Informationsverarbeitungszentrum sowie ein Kunstmuseum.

## Fakultäten
- Fakultät für internationale Studien
  - Abteilung für internationale Studien
- Fakultät für Informationswissenschaft
  - Abteilung für Informatik und Netzwerktechnik
  - Abteilung für intelligente Systeme
  - Abteilung für Systems Engineering
  - Abteilung für biomedizinische Informationswissenschaft
- Fakultät für Kunst
  - Abteilung für schöne Künste
  - Abteilung für Design und angewandte Kunst

## Persönlichkeiten

### Professoren
- Noriko Arai, Mathematikerin und Informatikerin
- Tatsuo Ebisawa, Künstler
- Tadao Kasami, Informatiker und Elektrotechniker
- Junzō Kawada, Kulturanthropologe
- Katsue Ōtoshi, Maler

### Studenten
- Shige Fujishiro, Foto- und Objektkünstler

## Partnerhochschulen
Die Städtische Universität Hiroshima unterhält internationale Partnerschaften mit folgenden Hochschulen:
- Hochschule Hannover
- Alanus Hochschule für Kunst und Gesellschaft
- Kunsthochschule Berlin-Weißensee
- Pädagogische Hochschule Weingarten
- Humboldt-Universität zu Berlin
- Universität Orléans
- Universität Rennes 2
- University of Bradford
- University of Hawaiʻi at Mānoa
- Université du Québec à Montréal
- Concordia University
- Emily Carr University of Art and Design
- Universität für den Frieden
- Universität Südwestchinas
- Universität für Internationale Beziehungen
- Shanghai-Universität
- Suzhou-Universität
- Seokyeong-Universität
- Ewha Womans University
- Kyungpook-Nationaluniversität
- Universiti Sains Malaysia
- Silpakorn-Universität
- Mohammed-V.-Universität